# Automobile Club de l'Ouest
Pour les articles homonymes, voir Automobile Club et ACO.
L'Automobile Club de l'Ouest (ACO) est une association loi de 1901 française de défense des usagers de la route fondée en 1906 par des pionniers de l'assurance mutuelle et de l'automobile. Elle fut conçue pour assurer l'organisation du premier grand prix de l'ACF qui eut lieu en juin 1906 sur le circuit de la Sarthe créé pour l'occasion.
Après quelques années, plusieurs modifications de tracé et de règlement, l'ACO crée et organise les 24 Heures du Mans dont la première édition s'est déroulée en 1923.

## Histoire

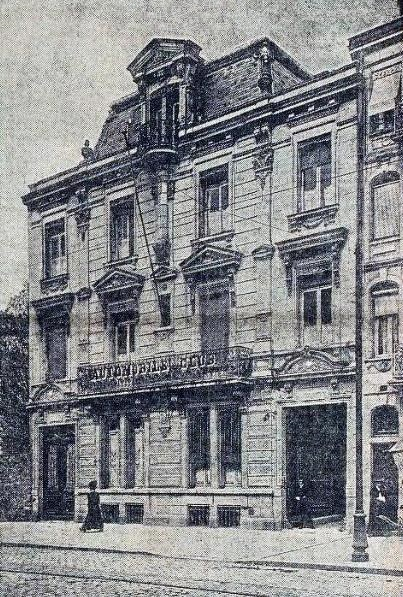
L'hôtel de l'Automobile Club de la Sarthe, en 1906.

À la fin de 1905, l'ACF lance une consultation nationale sur le choix d'un circuit pour sécuriser les courses  qui deviennent dangereuses. C'est le projet de Georges Durand qui est retenu, ce dernier devenant l'inventeur du circuit de la Sarthe. En janvier 1906 l'Automobile club de la Sarthe est créée devenant peu de temps après l'ACO. À sa création, sont nommés présidents d'honneur Amédée Bollée père et le baron Étienne van Zuylen van Nyevelt alors président de l'ACF. Georges Durand est secrétaire général.
Alors qu'il ne s'étend à la base que sur la ville du Mans, avec 97 sociétaires, l'ACS devenu l'ACO s'étoffe au fil des ans. À plusieurs reprises, l'ACO est distingué pour ses actions en faveur de la défense des automobilistes mais aussi au soutien des prisonniers et de leurs familles lors des deux grandes guerres.
En 1917, Georges Durand crée la Défense Automobile et Sportive (DAS) et en 1918, Gustave Singher, alors président de l'ACO, invente la Nouvelle Mutuelle du Mans.
Le 26 mai 1923 a lieu le premier Grand Prix d'endurance de 24 heures, avec en ligne au départ : Montier-Ouriou (de) sur Montier spéciale (Ford T), Pourtalès (de)-La Rochefoucault et Marie (de)-Pichard (de) sur Bugatti.
Construit en 1965, le circuit Bugatti est destiné à l’origine au fonctionnement de l’école de pilotage, à l’intérieur des structures du circuit des 24 Heures du Mans en reprenant les 1 500 m de piste. En 1969, le club présente chaque année ce que l'on appelle « la plus grande course du monde ». L'association est aussi avec ses 170 000 adhérents le premier club automobile français. Ce chiffre impressionnant est très éloigné de l'Automobile Association avec cinq millions de membres ou du Royal Automobile Club de Grande-Bretagne avec 500 000 membres.
Le Club est composé d'environ 80 000 membres, passionnés, ou cherchant à avoir accès à des services liés à l'automobile et plus de 5 000 licenciés. L'organisme est un interlocuteur privilégié de l'État en matière d'aménagement des routes et de la sécurité des usagers. Les dirigeants ont beaucoup participé à l'aménagement routier du Grand Ouest dans les années 1970. Le siège dirigeant est situé au Mans, sur le circuit des 24 Heures.
Aujourd'hui[Quand ?], ce sont 17 départements qui s'articulent autour de l'ACO. Tous ceux des Pays de la Loire, de la Normandie et de la Bretagne y sont rattachés. Ensuite sont arrivés près de la moitié des départements du Centre-Val de Loire : Indre-et-Loire, Loir-et-Cher ou Eure-et-Loir, que le département de Vienne.
En prélude aux 24 Heures du Mans 2011, l'ACO et la FIA annoncent la création du championnat du monde d'endurance FIA à partir de 2012. L'Intercontinental Le Mans Cup sert de base à ce nouveau championnat qui intègre les 24 Heures du Mans.
L'ACO est à l'origine de la création de 40 millions d'automobilistes (qu'elle considère comme une association filiale) et est membre de l'Union nationale des automobile-clubs (UNAC).
Début octobre 2020, l'ACO signe un accord de partenariat avec The Memento Group, entreprise spécialisée dans la licence sportive. L'objectif de cette entente est de créer une plateforme destinée à la vente d'objets de collection en rapport avec l'histoire des 24 Heures du Mans.

## Présidents
- 1906 à 1910 : Adolphe Singher, PDG de la Mutuelle Mobilière du Mans[9] ;
- 1910 à 1947 : Gustave Singher (1867-1947), directeur de la MMA[9],[10] ;
- 1947 à 1951 : Paul Jamin[9] ;
- 1951 à 1973 : Jean-Marie Lelièvre (1900-1976), PDG de la MGF accidents[9] ;
- 1973 à 1992 : Raymond Gouloumès (1920-2005), administrateur de sociétés[9],[11] ;
- 1992 à 2003 : Michel Cosson (1931-2022), directeur général de la Mutuelle du Mans[9] ;
- 2003 à 2012 : Jean-Claude Plassart (1942-), gérant d'une SCI[9],[12] ;
- 2012 - (en cours) : Pierre Fillon (1958-)[9],[Note 1].

| Portrait                                                                 | Identité                            | Période     | Période | Durée  |
| Portrait                                                                 | Identité                            | Début       | Fin     | Durée  |
| ------------------------------------------------------------------------ | ----------------------------------- | ----------- | ------- | ------ |
| Paul Jamin                                                               | Paul Jamin (1874 - 1952)            | 1947        | 1951    | 4 ans  |
| Jean-Marie Lelièvre en 1972.                                             | Jean-Marie Lelièvre (1900 - 1976)   | 1951        | 1973    | 22 ans |
| Pas de portrait sous licence libre disponible pour Raymond Gouloumès.    | Raymond Gouloumès (d) (1920 - 2005) | 1973        | 1992    | 19 ans |
| Pas de portrait sous licence libre disponible pour Michel Cosson.        | Michel Cosson (1931 - 2022)         | 1992        | 2003    | 11 ans |
| Pas de portrait sous licence libre disponible pour Jean-Claude Plassart. | Jean-Claude Plassart                | 2003        | 2012    | 9 ans  |
| Pierre Fillon, 27 mars 2014.                                             | Pierre Fillon (né en 1958)          | 31 mai 2012 |         |        |

La limite d'âge introduite par Jean-Claude Plassart pour être président est de 70 ans,.

## Organisation

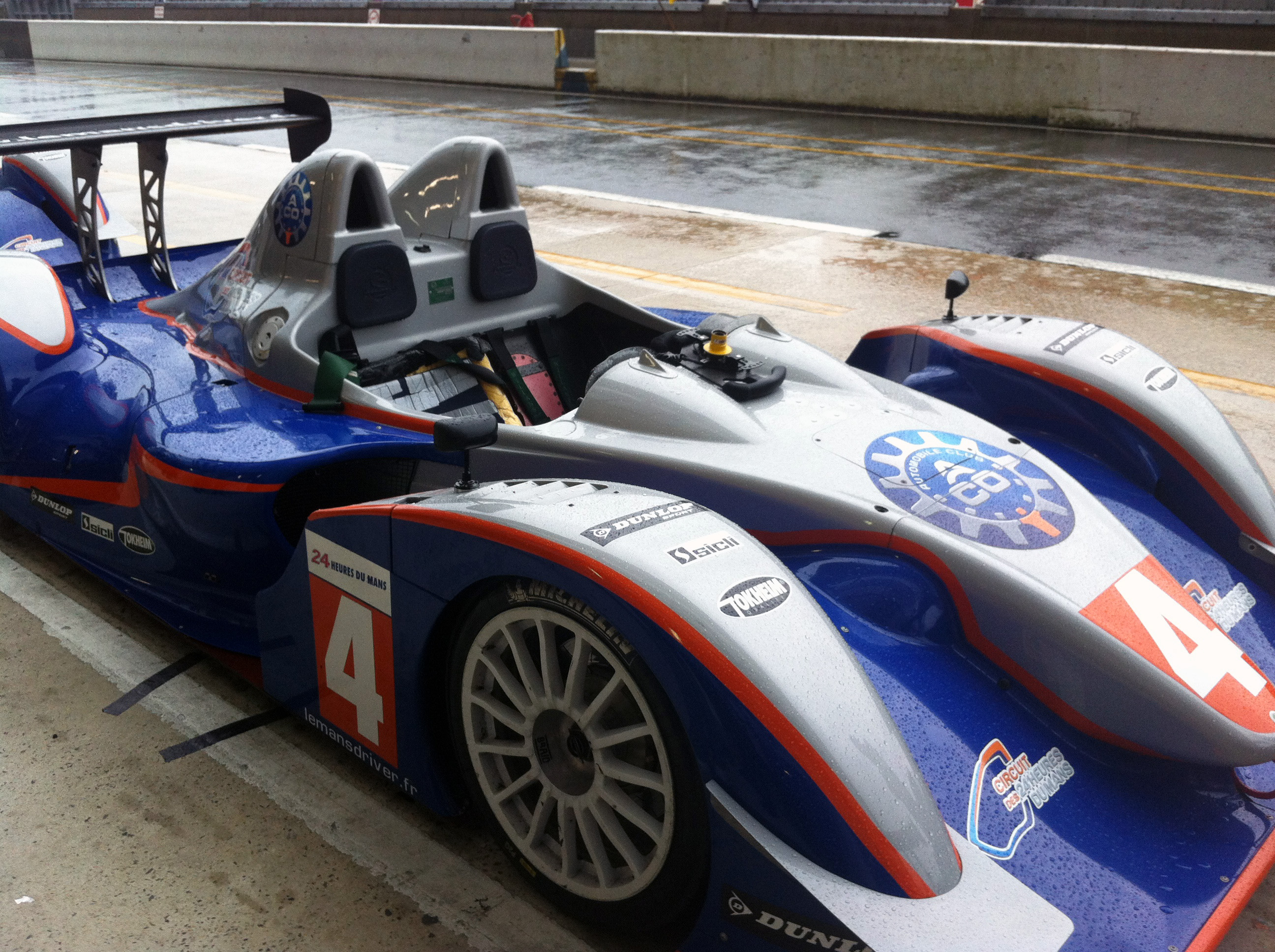
Prototype Pescarolo 02 aux couleurs de l'ACO et utilisé par son école de pilotage.

Liste des compétitions automobiles par années de 1re éditions :
- 1911 - 1913 : Grand Prix de l'ACO ;
- 1912 - 1913 : Coupe de la Sarthe ;
- 1923 - (en cours) : 24 Heures du Mans ;
- 1978 - (en cours) : 24 Heures Motos ;
- 1999 - 2013 : American Le Mans Series ;
- 2001 : European Le Mans Series 2001 (édition unique) ;
- 2002 - (en cours) : Le Mans Classic ;
- 2003 : 1 000 kilomètres du Mans (édition unique) ;
- 2004 - (en cours) : European Le Mans Series ;
- 2006 - 2007 : Japan Le Mans Challenge ;
- 2009 : Le Mans Prototype Challenge (édition unique) ;
- 2009 - (en cours) : Asian Le Mans Series ;
- 2010 - 2011 : Intercontinental Le Mans Cup ;
- 2012 - (en cours) : Championnat du monde d'endurance FIA ;
- 2016 - (en cours) : Asian Le Mans Sprint Cup ;
- 2016 - (en cours) : Michelin Le Mans Cup.